# نسل توت‌فرنگی
نسل توت‌فرنگی (به چینی: 草莓世代) یک نوواژه ابداعی به زبان چینی برای اشاره به تایوانی‌هایی است که از دهه ۱۹۹۰ به بعد متولد شده‌اند (مطابق با هزاره‌های غربی و نسل زد) که مانند توت‌فرنگی به راحتی کبود می‌شوند - به این معنی که نمی‌توانند فشار اجتماعی را تحمل کنند یا مانند والدین خود سخت کار کنند. این اصطلاح به افرادی گفته می‌شود که نافرمان، لوس، خودخواه، متکبر و تنبل هستند.
این اصطلاح از این تصور ناشی می‌شود که اعضای این نسل تحت حمایت بیش از حد والدین خود و در محیطی پر از رونق اقتصادی رشد کرده‌اند، به روشی مشابه که توت فرنگی در گلخانه‌های حفاظت شده رشد می‌کند و قیمت بالاتری نسبت به سایر میوه‌ها دارد.
این اصطلاح در مطبوعات آسیای شرقی در حال رسیدن به محبوبیت است، زیرا می‌تواند راهی برای تعیین جمعیت در حال افزایش یا نگرشی روانشناختی از منظر رفتار مصرف‌کننده باشد. نسل توت فرنگی، مانند پس از دهه ۸۰ چین، می‌تواند همتای آسیایی نسل هزاره یا به اصطلاح نسل بلور برف در جهان غرب باشد.

## استفاده کنایه آمیز

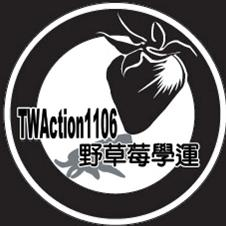
لوگوی رسمی جنبش توت فرنگی وحشی

در یک اشاره کنایه آمیز به این اصطلاح، یک جنبش سیاسی به رهبری دانشجویان در سال ۲۰۰۸ در تایوان به نام جنبش توت فرنگی‌های وحشی آغاز شد. این حرکت در واکنش به بازدید رئیس انجمن چین برای روابط در سراسر تنگه تایوان (ARATS) چن یونلین از جزیره بود. اقدامات پلیس در اعتراض به چن، نمایش پرچم ملی تایوان و پخش آهنگ‌های تایوانی را سرکوب کرد. این امر باعث شد گروهی متشکل از ۴۰۰ دانشجو در تایپه، تایوان، در اعتراض به قانون رژه و اجتماع تایوان، در مقابل یوان اجرایی تحصن کنند (Chinese).
- والدین هلیکوپتری
- دانه برف (عامیانه)